# Código Penal de la Nación Argentina
El Código Penal Argentino es la ley que rige en materia de delitos y su sanción en la República Argentina.

## Antecedentes

### Período hispánico
Antes y después de 1810, hasta la iniciación de la codificación del derecho penal con el Proyecto Tejedor, la fuente exclusiva de la legislación represiva vigente en el territorio del Río de la Plata, que en su mayor parte pasó a ser de las Provincias Unidas y luego el de la República Argentina, eran las leyes penales españolas anteriores al Código Penal de 1822.
La nueva Recopilación, las Leyes de Indias, Las Partidas, el Fuero Juzgo, las Leyes de Toro y la Novísima Recopilación1, que constituyen esa fuente reflejaban la recepción del derecho romano y del canónico.

### Revolución de Mayo
A partir de 1810, junto a las leyes españolas que subsistían como legislación represiva común, rigieron leyes especiales, en su mayoría con vigencia local en las distintas provincias.
La más importante ley de alcance nacional fue la n.º 49 (14-09-1863) que designaba los crímenes cuyo juzgamiento competía a los tribunales nacionales y establecía su penalidad. Esta ley, reconociendo la potestad de las provincias para dictar sus propios códigos penales, los declaró supletorios respecto de los delitos contra la Nación no previstos en ella y comunes cometidos en los lugares sujetos a su jurisdicción (art. 93). Reconoció así de manera expresa, la doble fuente del derecho penal común existente en esa época del país.

### El Proyecto de Carlos Tejedor
Primer intento de codificación penal general, fue redactado por encargo del Poder Ejecutivo Nacional (05-12-1864), por Carlos Tejedor, profesor de la Universidad de Buenos Aires. En las disposiciones generales de su Parte General, el Proyecto sigue, en gran medida al Código Penal de Baviera de 1813, obra de Paul Johann Anselm Von Feuerbach. En menor medida recibió el aporte de la doctrina española a través de Joaquín Francisco Pacheco, comentarista del Código español de 1848/50 y de la doctrina francesa a través de Chauveau. En la Parte segunda, predominan como fuentes inmediatas el código peruano de 1862 y el español antes mencionado.
El Proyecto Tejedor, no fue sancionado como código nacional, pero en virtud de la autorización concedida por el art. 108 de la Constitución Nacional, fue adoptado como código penal por once provincias, con algunas modificaciones hechas en la de Buenos Aires. Representa, a través del código de 1886, un importante precedente de muchas disposiciones del código vigente.

### El proyecto de 1881
En el Proyecto de 1881 (03-01-1880), redactado por Sixto Villegas, Andrés Ugarriza y Juan A. García, encargados de examinar el Proyecto Tejedor por el Poder Ejecutivo Nacional, predomina la influencia del Código español de 1870. Córdoba lo adoptó como código penal, con algunas modificaciones (14-08-1882). Presentado este proyecto a la Cámara de Diputados (11-05-1881) no fue aceptado.

## El Código de 1886
El primer Código Penal para la Nación (Ley 1920 – 07-12-1886) fue sancionado por el Congreso sobre la base del proyecto de Tejedor y entró a regir el 1 de febrero de 1887. No incluye la legislación penal en su totalidad, sino que deja al margen, contenida en la Ley n.º 49, la federal sobre crímenes y delitos contra la Nación.

### La reforma de 1890
El 7 de junio de 1890, el Poder Ejecutivo Nacional comisionó a Norberto Piñero, Rodolfo Rivarola y José Nicolás Matienzo para proyectar la reforma del Código. El Proyecto, presentado en junio de 1891, legislaba sobre delitos y faltas nacionales, unificó la legislación penal común. Además de revisar el elenco de los delitos del Código de 1886, llenó sus vacíos respecto a la aplicación de la ley penal en el espacio. Conservó las fuentes de origen español.
Este Proyecto presentó el aporte preponderante de los códigos italiano de 1889, húngaro de 1878, holandés de 1881 y belga de 1867, que contenían la última y mejor legislación criminal.
Su texto constituye un valioso precedente para interpretar el texto original del código vigente.
El Proyecto de 1891, que sólo logró dictamen favorable de la Comisión de Diputados, sirvió de base para las reformas introducidas en el Código de 1886 por la Ley 4.189 (21-08-1903). La opinión, especialmente la de parte de los positivistas, fue adversa a la reforma.

### Proyecto de reforma
Frente a la situación enunciada precedentemente, el Poder Ejecutivo dispuso la revisión del Código de 1886 por una comisión formada, además de Piñero y Rivarola, redactores del Proyecto de 1891, por F. Beagley, D. Saavedra, Moyano Gacitúa y Ramos Mejía (09-12-1904).
El Proyecto que se denomina de 1906, y fue presentado al Poder Ejecutivo Nacional, el 10 de marzo de ese año y remitido al Congreso el 1º de septiembre, sigue la orientación de 1891.
El Diputado Rodolfo Moreno (h) fue quien dio el último impulso al ya largo proceso de reforma del Código de 1886. Con algunas modificaciones. Presentó como proyecto de reforma el de 1906, sobre el cual, una comisión de diputados, presidida por Moreno, redactó el Proyecto de 1917.
Sólo legislaba sobre delitos. Fue objeto de críticas por el sector positivista, “porque hace tabla rasa de los delitos de los adelantos producidos en el derecho penal durante el siglo XX”.

## El código de 1921
El Proyecto de 1917, que en el senado fue objeto de reformas que no alteraran su estructura, recibió sanción como Código Penal, el 30 de septiembre de 1921.
Fue promulgado como Ley 11.179 el 29 de octubre del mismo año y entró a regir a partir del 30 de abril de 1922.
Este Código, nacido en pleno auge de la Escuela Positiva en el país, en su primer cuarto de siglo fue objeto más de consideración crítica que de una interpretación positiva. Incorporó al derecho positivo instituciones como: la libertad condicional y la condenación condicional, las medidas aplicables a los inimputables, menores y reincidentes, así como las circunstancias atenuantes y agravantes de la pena.

### Proyectos de reforma posteriores a 1945
Ha habido numerosos proyectos de reformas al Código entre otros, los parciales sobre el estado peligroso de 1924, 1926, 1928 y 1932 y el del senado de 1933 y los de reforma total de
Coll – Gómez (1936), de orientación positivista; de Peco (1941), neo – positivista y con una importante Exposición de Motivos; de 1951, autoritario y positivista; y el de 1960, redactado por Soler y revisado por una comisión asesora.
Después del Proyecto de 1960, vinieron el de 1963, redactado por una comisión designada por el Poder Ejecutivo; el proyecto de 1973, elaborado por la comisión designada por resolución ministerial del 19-12-2000,actado por una subcomisión, que en general se aparta menos del Código Penal que los dos anteriores.
Por último están el Proyecto de Soler de 1979 (Soler – Aguirre Cabral y Rizzi) y el que en 1994 propiciara el Poder Ejecutivo, sobre la base de las innovaciones que sugirió el Profesor Eugenio Raúl Zaffaroni en su anteproyecto de reformas elevado al Ministerio de Justicia de la Nación el 15 de agosto de 1991.
A partir de ese año, el Código Penal, si bien ha resistido a los múltiples intentos de reforma general, las ha sufrido en muy buena medida, mediante leyes, decretos – leyes y las llamadas leyes.
La Ley 17.567 (del 12 de enero de 1968) reformó el Código Penal, inspirada en el Proyecto de Soler.
La Ley 21.338 (del 25 de junio de 1976) restableció todas las reformas que la Ley 17.567 le hizo al Código Penal en el año 1967.
Finalmente el Congreso de la Nación, mediante la Ley 23.077, del 27 de agosto de 1984, restauró la mayoría de los textos de la Ley 11.179.

## Sistematización
El Código Penal consta de dos libros:

### Libro primero, disposiciones generales
Es la parte general del código y en ella se describen los principios legales que regirán, consta de 13 títulos que tratan:
TÍTULO I
Aplicación de la ley penal Arts.1 a 4
TÍTULO II
De las penas Arts. 5 a 25
TÍTULO III
Condenación condicional Arts. 26 a 29
TÍTULO IV
Reparación de perjuicios Arts. 30 a 33
TÍTULO V
Imputabilidad Arts. 34 a 41
TÍTULO VI
Tentativa Arts. 42 a 44	
TÍTULO VII
Participación criminal Arts. 45 a 49
TÍTULO VIII
Reincidencia Arts. 50 a 53
TÍTULO IX
Concurso de delitos Arts. 54 a 58
TÍTULO X
Extinción de acciones y de penas Arts. 59 a 70
TÍTULO XI
Del ejercicio de las acciones Arts. 71 a 76
TÍTULO XII
De la suspensión del juicio a prueba Arts. 76 bis a 76 quater
TÍTULO XIII
Significación de los conceptos empleados en el código Arts. 77 a 78 bis

### Libro segundo, de los delitos
Es la parte especial del código y en ella se describen todos los delitos en sus distintas modalidades y la graduación penal correspondiente, consta de 13 títulos y una sección de disposiciones complementarias que tratan:
TÍTULO I
Delitos contra las personas Arts. 79 a 108
TÍTULO II
Delitos contra el honor Arts. 109 a 117 bis
TÍTULO III
Delitos contra la integridad sexual Arts. 118 a 133
TÍTULO IV
Delitos contra el estado civil Arts. 134 a 139 bis
TÍTULO V
Delitos contra la libertad Arts. 140 a 161
TÍTULO VI
Delitos contra la propiedad Arts. 162 a 185
TÍTULO VII
Delitos contra la seguridad pública Arts. 186 a 208
TÍTULO VIII
Delitos contra el orden público Arts. 209 a 213 bis
TÍTULO IX
Delitos contra la seguridad de la Nación Arts. 214 a 225
TÍTULO X
Delitos contra los poderes públicos y el orden constitucional Arts. 226 a 236
TÍTULO XI
Delitos contra la administración pública Arts. 237 a 281 bis
TÍTULO XII
Delitos contra la fe pública Arts. 282 a 302
TÌTULO XIII
Delitos contra el orden económico y financiero Art. 303 al 313
DISPOSICIONES COMPLEMENTARIAS
Arts. 314 a 316